# Professor Balthazar
 For alternative betydninger, se Balthazar.
Professor Balthazar (originaltitel: Profesor Baltazar) er titlen på og hovedpersonen i en animeret jugoslavisk tv-serie for børn skabt af den kroatiske animator Zlatko Grgic i Zagreb Films studio.
Serien handler om en gammel professor og opfinder, der løser forskellige problemer og hjælper sine venner i den lille by de bor i,  ved hjælp af en universalmaskine som laver fantastiske dråber. Tegnestilen er børnevenlig og humoristisk påvirket af datidens vittighedstegninger og psykedeliske flowerpower-design.  Der blev i alt produceret 59 episoder af tegnefilmserien i perioden fra 1967 til 1974, hver med en spilletid på fra 5 til 10 minutter. Filmene blev vist de efterfølgende år i en række europæiske lande, både i det tidligere Jugoslavien, Danmark, Finland, Nederlandene, Norge, Portugal og Sverige. Professor Balthazar blev også vist i Iran og på børnekanalen Nickelodeon i USA i 1980'erne.